# Município de Clearcreek (condado de Fairfield, Ohio)
Localização do Ohio nos E.U.A.
O município de Clearcreek (em inglês: Clearcreek Township) é um município localizado no condado de Fairfield no estado estadounidense de Ohio. No ano 2018 tinha uma população de 4.104  habitantes.

## Geografia
O município de Clearcreek encontra-se localizado nas coordenadas 39° 35′ 51″ N, 82° 46′ 46″ O. Segundo a Departamento do Censo dos Estados Unidos, o município tem uma superfície total de 94.08 km², da qual 94 km² correspondem a terra firme e (0,08 %) 0,07 km² é água.

## Demografia
Segundo o censo de 2018, tinha 4.104 pessoas residindo no município de Clearcreek.